# Keppel Corporation
Keppel Corporation (Keppel Corp) er et singaporeansk konglomerat. Deres forretninger foregår indenfor offshore & marine, ejendomme, infrastruktur og forvaltning af aktiver.
Virksomheden blev etableret i 1968 som Keppel Shipyard. Datterselskaber inkluderer Keppel Offshore & Marine (bygger olieplatforme) og Keppel Land (et ejendomsudviklingsselskab).